# Moravskoslezská fotbalová liga 1993/1994
V soubojích třetího ročníku Moravskoslezské fotbalové ligy 1993/94 se utkalo 16 týmů každý s každým dvoukolovým systémem podzim–jaro. Tento ročník začal v srpnu 1993 a skončil v červnu 1994.
Byla to poslední sezona, v níž se za vítězství v utkání udělovaly 2 body, od následujícího ročníku 1994/95 je vítězství v utkání ohodnoceno třemi body (za remízu je stále 1 bod) – což platí pro všechny soutěžní úrovně od nejnižší až po nejvyšší. Do II. ligy postoupily první dva celky, tři poslední sestoupily (oddíly FK ČSA Karviná a FK Baník 1. máj Karviná se po sezoně sloučily, viz níže).

## Nové týmy v sezoně 1993/94
- Ze II. ligy 1992/93 nesestoupilo do MSFL žádné mužstvo.
- Z Divize D 1992/1993 postoupilo vítězné mužstvo FC Boby Brno „B“ a FC Tatran Poštorná (3. místo), z Divize E 1992/1993 postoupilo vítězné mužstvo TJ Spartak PS Přerov a FC NH Ostrava (3. místo).

## Nejlepší střelec
Nejlepším střelcem sezony se stal útočník Slovácké Slavie Uherské Hradiště Petr Podaný, který soupeřům nastřílel 29 branek (viz rekordy MSFL).

## Konečná tabulka
| Poř. | Tým                                 | Z  | V  | R  | P  | VG | OG | B  |
| ---- | ----------------------------------- | -- | -- | -- | -- | -- | -- | -- |
| 1.   | SK Slovácká Slavia Uherské Hradiště | 30 | 22 | 6  | 2  | 69 | 13 | 50 |
| 2.   | TJ Spartak Uherský Brod             | 30 | 15 | 8  | 7  | 48 | 32 | 38 |
| 3.   | FC Tatran Poštorná (N)              | 30 | 15 | 7  | 8  | 56 | 36 | 37 |
| 4.   | FC Baník Ostrava „B“                | 30 | 15 | 5  | 10 | 43 | 37 | 35 |
| 5.   | FC NH Ostrava (N)                   | 30 | 13 | 7  | 10 | 45 | 32 | 33 |
| 6.   | TJ Jiskra Staré Město               | 30 | 14 | 5  | 11 | 44 | 38 | 33 |
| 7.   | FK Spartak Jihlava                  | 30 | 12 | 8  | 10 | 49 | 41 | 32 |
| 8.   | FC Boby Brno „B“ (N)                | 30 | 13 | 6  | 11 | 36 | 39 | 32 |
| 9.   | SK Sigma MŽ Olomouc „B“             | 30 | 14 | 4  | 12 | 46 | 39 | 32 |
| 10.  | FK PS Přerov (N)                    | 30 | 10 | 11 | 9  | 43 | 38 | 31 |
| 11.  | FC MSA Dolní Benešov                | 30 | 10 | 7  | 13 | 41 | 47 | 27 |
| 12.  | FC Kunz Hranice                     | 30 | 11 | 5  | 14 | 44 | 61 | 27 |
| 13.  | FK UNEX Uničov                      | 30 | 8  | 9  | 13 | 35 | 45 | 25 |
| 14.  | FK 1. máj Karviná                   | 30 | 6  | 7  | 17 | 21 | 46 | 19 |
| 15.  | FK ČSA Karviná                      | 30 | 6  | 3  | 21 | 31 | 76 | 15 |
| 16.  | FC Slavoj Kovkor Bruntál            | 30 | 5  | 4  | 21 | 34 | 65 | 14 |

Poznámky:
- Z = Odehrané zápasy; V = Vítězství; R = Remízy; P = Prohry; VG = Vstřelené góly; OG = Obdržené góly; B = Body; (S) = Mužstvo sestoupivší z vyšší soutěže; (N) = Mužstvo postoupivší z nižší soutěže (nováček)
- O pořadí na 5. a 6. místě rozhodla bilance vzájemných zápasů: NH Ostrava – Staré Město 3:0, Staré Město – NH Ostrava 0:1
- O pořadí na 7. až 9. místě rozhodla minitabulka vzájemných zápasů.
- O pořadí na 11. a 12. místě rozhodla bilance vzájemných zápasů: Dolní Benešov – Hranice 3:0, Hranice – Dolní Benešov 2:0
- Po této sezoně došlo ke sloučení FK ČSA Karviná a FK Baník 1. máj Karviná ⇒ FK KD Karviná ČSA Darkov. O rok později tento klub zaniká sloučením s FC Karviná.

Zkratky:
- ČSA = Československá armáda; FC = Football club; FK = Fotbalový klub; MŽ = Moravské železárny; NH = Nová huť; PS = Přerovské strojírny; SK = Sportovní klub; UNEX = název sponzora klubu;

|  | Postup do II. ligy 1994/95   |
|  | Sestup do Divize E 1994/1995 |

## Výsledky
|                                     | SLO | UHB | POŠ | OVA | NHO | STM | JIH | OLO | BRN | PŘE | DBE | HRA | UNI | MAJ | ČSA | BRU |
| ----------------------------------- | --- | --- | --- | --- | --- | --- | --- | --- | --- | --- | --- | --- | --- | --- | --- | --- |
| SK Slovácká Slavia Uherské Hradiště | —   | 2:0 | 4:0 | 3:0 | 2:0 | 3:0 | 4:0 | 2:1 | 4:0 | 3:0 | 0:0 | 3:1 | 4:0 | 6:0 | 4:1 | 2:0 |
| TJ Spartak Uherský Brod             | 0:0 | —   | 4:2 | 0:1 | 1:0 | 1:1 | 1:0 | 0:1 | 2:0 | 4:0 | 3:1 | 2:2 | 0:1 | 2:1 | 4:0 | 2:1 |
| FC Tatran Poštorná                  | 0:0 | 3:1 | —   | 3:2 | 3:1 | 1:2 | 5:1 | 0:1 | 3:1 | 0:0 | 5:1 | 3:1 | 3:1 | 1:0 | 3:0 | 4:0 |
| FC Baník Ostrava „B“                | 2:1 | 1:0 | 1:0 | —   | 1:0 | 4:2 | 4:0 | 0:1 | 0:1 | 1:1 | 2:2 | 2:0 | 3:2 | 4:0 | 4:1 | 1:0 |
| FC NH Ostrava                       | 0:2 | 2:0 | 2:2 | 1:2 | —   | 3:0 | 2:1 | 4:1 | 4:1 | 2:0 | 3:2 | 7:0 | 2:0 | 1:0 | 2:0 | 1:1 |
| TJ Jiskra Staré Město               | 0:1 | 1:1 | 2:2 | 2:0 | 0:1 | —   | 3:1 | 3:0 | 2:1 | 3:0 | 1:2 | 1:3 | 1:0 | 2:2 | 1:0 | 2:1 |
| FK Spartak Jihlava                  | 1:2 | 0:0 | 1:1 | 4:0 | 2:1 | 2:1 | —   | 5:0 | 4:0 | 3:2 | 2:1 | 2:2 | 1:1 | 3:1 | 2:0 | 5:1 |
| SK Sigma MŽ Olomouc „B“             | 0:1 | 2:3 | 0:0 | 3:0 | 4:0 | 0:0 | 1:0 | —   | 0:1 | 1:1 | 4:1 | 1:2 | 3:2 | 2:0 | 2:0 | 4:1 |
| FC Boby Brno „B“                    | 1:1 | 0:1 | 2:0 | 2:0 | 1:1 | 2:1 | 0:0 | 2:0 | —   | 2:2 | 5:2 | 2:1 | 1:0 | 0:0 | 2:1 | 1:0 |
| FK PS Přerov                        | 1:2 | 3:4 | 1:0 | 0:0 | 0:0 | 1:0 | 0:0 | 3:0 | 2:1 | —   | 1:1 | 6:1 | 3:0 | 2:1 | 2:2 | 4:1 |
| FC MSA Dolní Benešov                | 2:1 | 1:1 | 1:0 | 0:1 | 1:1 | 1:3 | 1:1 | 1:0 | 2:1 | 0:1 | —   | 3:0 | 1:1 | 1:2 | 1:2 | 4:2 |
| FC Kunz Hranice                     | 0:2 | 0:3 | 3:4 | 3:2 | 1:1 | 0:2 | 2:1 | 3:2 | 3:1 | 4:3 | 2:0 | —   | 3:0 | 0:1 | 1:0 | 1:1 |
| FK UNEX Uničov                      | 0:0 | 1:1 | 1:1 | 3:2 | 1:1 | 1:2 | 3:0 | 2:2 | 1:1 | 1:0 | 1:0 | 2:1 | —   | 0:1 | 5:1 | 2:0 |
| FK 1. máj Karviná                   | 1:1 | 1:2 | 0:1 | 0:0 | 1:0 | 0:2 | 1:1 | 1:2 | 1:0 | 1:1 | 0:1 | 0:1 | 1:1 | —   | 1:2 | 1:0 |
| FK ČSA Karviná                      | 0:5 | 2:3 | 1:3 | 1:2 | 1:0 | 1:3 | 1:2 | 0:5 | 1:2 | 0:0 | 1:5 | 2:2 | 3:2 | 4:2 | —   | 2:1 |
| FC Slavoj Kovkor Bruntál            | 2:4 | 2:2 | 1:3 | 1:1 | 1:2 | 3:1 | 0:4 | 1:3 | 0:2 | 0:3 | 0:2 | 2:1 | 3:0 | 3:0 | 5:1 | —   |

## Soupisky mužstev

### SK Slovácká Slavia Uherské Hradiště
Andrej Ljubčenko (-/0),
Petr Pálka (-/0),
I. Toman (-/0) -
Michal Andrýsek (-/0),
Robert Balušek (-/0),
J. Bernatík (-/0),
L. Bernatík (-/0),
Libor Bužek (-/3),
P. Cakl (-/0),
Petr Duda (-/1),
V. Hanáček (-/0),
M. Hladiš (-/0),
Miroslav Hlahůlek (-/1),
P. Horák (-/0),
Milan Chabroň (-/0),
Pavlo Kikoť (-/0),
J. Klíma (-/3),
Z. Koch (-/0),
Miloslav Kufa (-/4),
Vladimír Michal (-/1),
Roman Mikulášek (-/0),
Ladislav Minář (-/3),
Radim Palčík (-/0),
Jiří Pecha (-/3),
Petr Podaný (-/29),
Daniel Racek (-/0),
R. Samsonek (-/0),
Valerij Sanyckyj (-/13),
Jiří Svoboda (-/3),
Slavoj Štěrba (-/1),
Václav Uhlíř (-/0),
R. Vlk (-/3),
Jan Zámečník (-/0) -
trenér Antonín Juran

### TJ Spartak Uherský Brod
Dušan Konečný (-/0),
L. Škrko (-/0),
S. Vacula (-/0) –
M. Běhunčík (-/0),
Eduard Chudárek (-/4),
Otakar Josefík (-/0),
Martin Kočica (-/3),
Miroslav Kučera (-/0),
Petr Lysáček (-/2),
P. Machalík (-/1),
Luboš Melichárek (-/2),
Tomáš Moravanský (-/1),
Josef Popelka (-/0),
Roland Rusňák (-/5),
R. Slánička (-/3),
P. Slavíček (-/1),
Josef Slovák (-/0),
Stanislav Soukeník (-/4),
Ladislav Soviš (-/9),
Jaroslav Šebík (-/4),
P. Šenkeřík (-/2),
V. Tomeček (-/0),
M. Třos (-/4),
P. Žáček (-/0) –
trenér Lubomír Blaha st.

### FC Tatran Poštorná
P. Forman (-/0),
J. Krbeček (-/0),
Karel Stromšík (-/0),
V. Trmal (-/0),
J. Wallisch (-/0) –
P. Baumgartner (-/3),
P. Blažej (-/0),
J. Brym (-/1),
Ladislav Dvořáček (-/1),
Václav Dvořák (-/3),
D. Fungáč (-/0),
Alexander Janovič (-/3),
Antonín Kalčík (-/0),
J. Konečný (-/2),
Marián Kopča (-/1),
Karel Kulyk (-/8),
Milan Kulyk (-/7),
R. Látal (-/0),
Z. Lisoň (-/0),
Z. Masařík (-/0),
A. Michálek (-/1),
František Myslík (-/0),
P. Pilarčík (-/0),
M. Siegl (-/4),
M. Staš (-/0),
Stanislav Suský (-/0),
P. Šebesta (-/2),
Radek Šindelář (-/17),
M. Vaněk (-/2) -
trenéři Josef Koten a Jiří Dunaj

### FC Baník Ostrava „B“
J. Čejka (-/0),
Jakub Kafka (-/0),
M. Stöcher (-/0),
J. Žižka (-/0) -
René Benefi (-/1),
Pavel Bányácski (-/0),
Vladimír Čáp (-/0),
Václav Činčala (-/3),
V. David (-/0),
Peter Drozd (-/1),
Ladislav Fujdiar (-/1),
M. Gembický (-/0),
R. Gryc (-/0),
Jan Hejnal (-/0),
D. Jankulovski (-/0),
Marek Jankulovski (-/4),
Z. Jantač (-/0),
Miroslav Kaloč (-/1),
Daniel Kaspřík (-/1),
P. Klemens (-/5),
L. Konvička (-/0),
Petr Križko (-/0),
Pavel Kubánek (-/1),
P. Kubatý (-/0),
Pavel Kulig (-/0),
Fotis Maniatis (-/1),
Marcel Melecký (-/3),
Kamil Mihola (-/1),
Tomáš Návrat (-/5),
D. Nevrlý (-/0),
Michal Ondráček (-/0),
Petr Ruman (-/1),
Radek Sionko (-/7),
P. Smyček (-/1),
Martin Svědík (-/1),
Václav Štverka (-/0),
Tomáš Šťástka (-/1),
T. Thimel (-/0) -
trenér Jaroslav Janoš

### FC NH Ostrava
Roman Hulva (-/0),
J. Rektořík (-/0) -
L. Adler (-/0),
Pavel Cirkl  (-/3),
V. Glowacz (-/2),
T. Hladík (-/2),
Z. Kročil (-/3),
J. Kušnír (-/1),
P. Kutal (-/1),
Jan Lazar (-/2),
Vlastimil Molnár (-/6),
P. Morong (-/0),
P. Moučka (-/1),
Ivo Müller (-/3),
A. Novák (-/0),
L. Odstrčilík (-/1),
T. Papadopulos (-/0),
Rostislav Pikonský (-/7),
R. Pinďák (-/0),
S. Polzer (-/1),
M. Prokop (-/1),
J. Přibyl (-/1),
Roman Sialini (-/5),
A. Vojnarovský (-/0),
J. Vršan (-/0),
R. Zajíc (-/1) -
trenér Jiří Chrástek

### TJ Jiskra Staré Město
M. Slosarčík (-/0),
J. Ševela (-/0) -
R. Bičánek (-/3),
V. Cahyna (-/2),
P. Donátek (-/0),
P. Duda (-/2),
M. Duchtík (-/0),
R. Gál (-/2),
... Horák (-/1),
V. Janík (-/0),
Dušan Klvaňa (-/6),
M. Kment (-/2),
M. Kouřil (-/2),
Robert Lamáček (-/5),
L. Malý (-/0),
L. Matoušek (-/0),
M. Matoušek (-/3),
P. Sonntag (-/0),
P. Strakáč (-/0),
M. Trávníček (-/6),
J. Vlach (-/0),
R. Vlk (-/3),
Jiří Vojtěšek (-/0),
R. Vrána (-/0),
Libor Zapletal (-/7) -
trenér Jaroslav Hastík

### FK Spartak Jihlava
Martin Bílek (-/0),
Š. Jančok (-/0),
M. Veselý (-/0) -
B. Brunzl (-/2),
G. Cabuk (-/2), 
Robert Caha (-/0),
P. Dvořáček (-/1),
R. Chylík (-/7),
P. Kračmar (-/1),
M. Lát (-/0),
M. Morkus (-/9),
A. Neckář (-/1),
R. Nejedlý (-/13),
J. Novický (-/0),
J. Novotný (-/0),
M. Palkovič (-/2),
L. Pospíchal (-/0),
R. Rašovský (-/0),
J. Seknička (-/0),
L. Staněk (-/7),
R. Szathmary (-/0),
P. Šilhán (-/4),
Petr Tržil (-/0),
L. Vítů  (-/0) -
trenéři Jiří Novotný a Radek Zeman

### SK Sigma Olomouc „B“
J. Henkl (-/0),
M. Kalivoda (-/0),
T. Tichý (-/0) - 
Jiří Balcárek (-/2),
V. Bárta (-/1),
J. Coufal (-/4),
Robert Fiala (-/1),
Z. Gehr (-/0),
Roman Gibala (-/1),
J. Haník (-/0),
J. Henkl (-/2),
Jiří Homola (-/5),
V. Jahn (-/2),
Milan Kerbr (-/1),
Petr Kirschbaum (-/4),
Michal Kovář (-/1),
M. Matlocha (-/7),
Ján Mišák (-/1),
Martin Šavrňák (-/3),
P. Široký (-/0),
Bohuslav Šnajdr (-/1),
R. Tichý (-/0),
Ľubomír Vnuk (-/2),
Libor Zapletal (-/7) -
trenér Jan Chladil

### FC Boby Brno „B“
Martin Hložánek (-/0),
Michal Kroupa (-/0),
Petr Maťák (-/0),
Pavel Plchut (-/0),
Richard Rettegy (-/0) –
Radek Bezděk (-/0),
Zdeněk Cihlář (-/1),
Richard Dostálek (-/2),
Michal Dujka (-/0),
Vladimír Hekerle (-/1),
Patrik Holomek (-/8),
Pavel Holomek (-/2),
Vladimír Chaloupka (-/5),
Radim Koláčný (-/0),
Michal Kolomazník (-/3),
Přemysl Kovář (-/2),
Václav Krška (-/0),
Petr Křivánek (-/1),
Marek Látal (-/2),
Petr Melcher (-/0),
Bohdan Ryšavý (-/1),
Marek Sedláček (-/0),
Roman Široký (-/0),
Martin Špinar (-/1),
Petr Tichý (-/0),
Radek Toman (-/0),
Rostislav Václavíček (-/1),
Zdeněk Valnoha (-/6),
Jaroslav Vurbs (-/0),
Jiří Záleský (-/0),
Marek Zúbek (-/0) –
trenér František Harašta